# Nuestro secretito
Our Little Secret (Nuestro secretito en España e Hispanoamérica) es una película estadounidense de comedia romántica dirigida por Stephen Herek y protagonizada por Lindsay Lohan, Ian Harding y Kristin Chenoweth. Tuvo su estreno en Netflix el 27 de noviembre de 2024 a nivel mundial.

## Trama
Avery Becker (Lindsay Lohan) pasará por primera vez la Navidad con la familia de su novio, Cameron Morgan (Jon Rudnitsky). Al llegar, es recibida por Erica (Kristin Chenoweth), su suegra, quien desde el primer momento parece no aprobarla. Durante la cena, conoce a la hermana de Cameron, Cassie (Katie Baker), quien también está presente con su pareja, Logan (Ian Harding). Para sorpresa de Avery, Logan no es un desconocido; hace una década, él le propuso matrimonio, y ella lo rechazó. Desde entonces no se han visto, pero ahora tendrán que colaborar para que el resto de la familia no descubra su pasado.

## Reparto
- Lindsay Lohan como Avery Becker
- Ian Harding como Logan
- Kristin Chenoweth como Erica Morgan
- Jon Rudnitsky como Cameron Morgan
- Katie Baker como Cassie Morgan
- Jake Brennan como Callum Morgan
- Dan Bucatinsky como Leonard Morgan
- Tim Meadows como Stan
- Judy Reyes como Margaret
- Ash Santos como Sophie
- Henry Czerny como Mitchell
- Bobbie Eakes como Cheryl

## Producción
El 22 de enero de 2024, Netflix reveló que Lindsay Lohan protagonizaría la película Our Little Secret con la fotografía principal en marcha en Atlanta, prolongándose hasta finales de febrero. Kristin Chenoweth, Ian Harding, Jon Rudnitsky, Tim Meadows, Dan Bucatinsky, Henry Czerny, Katie Baker, Ash Santos, Jake Brennan y Brian Unger también fueron anunciados como actores de la película. Stephen Herek dirige la producción a partir de un guion escrito por Hailey DeDominicis en su primer crédito como escritora. Mike Elliott y Lisa Gooding se desempeñaron como productores, con Joseph P. Genier como productor ejecutivo. El proyecto es parte de la asociación de dos películas de Lohan con Netflix en la que ingresó en marzo de 2022 y marcó su tercera comedia romántica consecutiva para el servicio de transmisión, después de Falling for Christmas (2022) y Irish Wish (2024). Lohan describió la película como más realista y cercana en comparación con sus proyectos anteriores de Netflix, afirmando: «Me encanta porque mi personaje pasa por una especie de lucha romántica muy real en la vida donde vuelve a visitar a alguien de su pasado con quien tuvo una relación anterior, y es una especie de situación de tira y afloja en la que no sabe qué hacer».

## Lanzamiento
La cinta tiene previsto para estrenarse el 27 de noviembre de 2024 a través de Netflix a nivel mundial. El evento de la plataforma Tudum presentó un primer vistazo a la película el 14 de octubre y el tráiler oficial se estrenó el 25 de octubre.